# Mountain Justice
Mountain Justice é um filme mudo norte-americano de 1915, do gênero drama, dirigido por Joe De Grasse e estrelado por Lon Chaney. O filme é agora considerado perdido.

## Elenco
- Elsie Jane Wilson - Mary Kirke
- Arthur Shirley - Angus McDonald
- Lon Chaney - Jeffrey Kirke
- Grace Thompson - Nora Davison
- George Berrell - Old Man Davison